# کلاته مزار (زیرکوه)
کلاته مزار روستایی در دهستان زهان بخش زهان شهرستان زیرکوه استان خراسان جنوبی ایران است. بر پایه سرشماری عمومی نفوس و مسکن در سال ۱۳۹۰ جمعیت این روستا ۳۶۵ نفر (در ۱۱۶ خانوار) بوده است.